# Seidelia firmula
Seidelia firmula är en törelväxtart som först beskrevs av David Prain, och fick sitt nu gällande namn av Ferdinand Albin Pax och Käthe Hoffmann. Seidelia firmula ingår i släktet Seidelia och familjen törelväxter. Inga underarter finns listade i Catalogue of Life.